# فرد إي. فيلد
فرد إي. فيلد (بالإنجليزية: Fred E. Field)‏ هو مهندس معماري أمريكي، ولد في 7 نوفمبر 1861، وتوفي في 1931.